# Operazione sottoveste
Operazione sottoveste (Operation Petticoat) è un film commedia del 1959 diretto da Blake Edwards, interpretato da Cary Grant e Tony Curtis.
Altri membri del cast includono diversi attori che sono diventati attori televisivi negli anni sessanta e settanta: Gavin MacLeod di Love Boat e Un equipaggio tutto matto, Marion Ross di Happy Days e Dick Sargent di Vita da strega.
La pellicola è considerata un classico del genere dei "film di sottomarini".

## Trama
(Ammiraglio Matt T. Sherman)

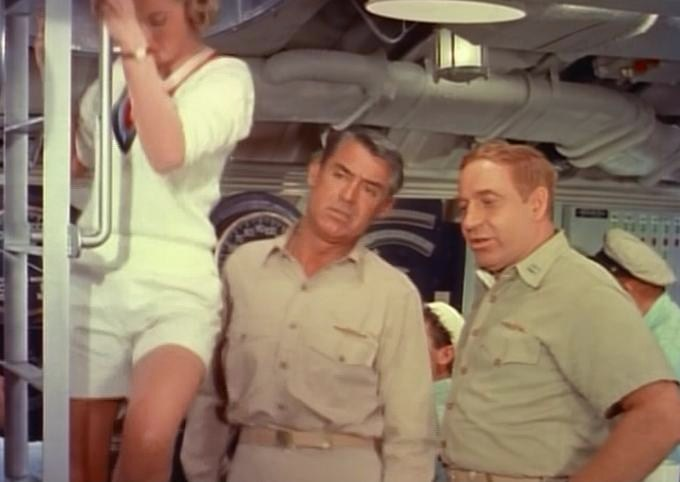
Dina Merrill, Cary Grant e Robert Gist in una scena del film

Anno 1959: l'ammiraglio Matt T. Sherman, comandante in capo delle Forze sottomarine statunitensi nel Pacifico, ripercorre in flashback le avventure del sommergibile di cui era comandante durante la Seconda guerra mondiale, sfogliando il giornale di bordo, prima che il sommergibile stesso venga destinato alla demolizione.
All'epoca dei fatti, Matt T. Sherman (con il grado di tenente comandante) è deciso a svolgere un ruolo attivo sul fronte del Pacifico e riesce, contro ogni previsione, a rimettere in sesto il proprio sommergibile, lo USS Sea Tiger (colpito e affondato in rada durante un attacco aereo il 10 dicembre 1941), soprattutto grazie all'aiuto dell'appena trasferito tenente Nicholas Holden, che ha poca esperienza della vita militare e un'indole poco propensa all'eroismo (ammette apertamente di essersi arruolato con lo scopo di usare lo status di ufficiale per conquistare donne ricche), ma è anche decisamente molto abile nel risolvere situazioni ingarbugliate in modo poco ortodosso e spesso oltre i limiti della legge. Forse solo per disperazione, Sherman accetta l'intraprendenza "sopra le righe" di Holden, nominandolo ufficiale al dettaglio, e grazie a lui il Sea Tiger riesce finalmente a partire verso la base a Cebu per terminare le riparazioni.
Gli inconvenienti però sono in agguato: prima il sommergibile è costretto a imbarcare un gruppo di donne, ufficiali ausiliarie dell'Army Nurse Corps, che creano scompiglio a bordo. La sbadataggine di una di loro, in particolare, la procace tenente Dolores Crandall, mette a dura prova la pazienza del comandante, che, più di una volta, ne fa le spese in prima persona. Giunti a Cebu, l'equipaggio deve fare i conti con la realtà dei fatti: l'esercito è costretto a ritirarsi verso l'interno dell'isola per condurre azioni di guerriglia contro i giapponesi, in una fase che potrebbe durare anche mesi. Sherman non se la sente di lasciare le donne in quella situazione e decide di tenerle sul Sea Tiger. Anche ottenere pezzi di ricambio è praticamente impossibile e, dunque, a Sherman non rimane altro che ricorrere nuovamente, suo malgrado, all'ingegno di Holden, nel frattempo trattenuto agli arresti a bordo per essere stato sorpreso a baciare (ricambiato) la bella tenente infermiera Barbara Duran. Ancora una volta, Holden riesce a essere all'altezza della situazione e rimedia persino per l'equipaggio del sottomarino (con modi non convenzionali) un grosso maiale, con cui banchettare per i festeggiamenti dell'imminente capodanno. Per la riverniciatura del sommergibile con vernice antiruggine, Holden non trova però la quantità sufficiente per tutto lo scafo né dell'antiruggine rosso (minio) né di quello bianco (biacca), così il Capo Molumphry dà l'ordine di mescolare le due pitture per ottenere pittura sufficiente per l'intero scafo, ma, così facendo, ottiene un improbabile e stucchevole colore rosa. In attesa di essere ridipinto di grigio come ulteriore protezione, il Sea Tiger è però costretto, a causa di un nuovo attacco aereo giapponese, a prendere il mare in fretta e furia così come si trova, non senza aver prima imbarcato alcuni civili, tra cui due donne in avanzato stato di gravidanza, che poco dopo partoriscono a bordo.
Entrambe le Marine avversarie (giapponese e statunitense) hanno ormai rilevato la presenza nel settore di questo strano sommergibile dipinto di rosa e, contro le speranze dello stesso equipaggio del Sea Tiger, entrambe lo ritengono un battello-spia del nemico. Il Sea Tiger, infatti, a causa di un guasto alla radio, non può comunicare e, dunque, non può farsi riconoscere dai propri alleati, che, invece, hanno l'ordine di far fuoco e di affondare a vista il "misterioso" battello rosa. Alla fine il sommergibile sarà intercettato proprio da un cacciatorpediniere della US Navy, determinato ad affondarlo. Solo grazie a un abile stratagemma (nei tubi lancia siluri verranno inseriti e mandati in superficie gli indumenti intimi delle infermiere), l'equipaggio riesce a farsi riconoscere e a evitare il peggio. Il voluminoso reggiseno del tenente Crandall, ripescato, convince infatti il comandante del cacciatorpediniere americano a dichiarare il cessate il fuoco.
Il sommergibile danneggiato raggiunge Darwin (Australia) e, entrando in porto, il suo colore rosa suscita l'ilarità dei marinai che lo vedono arrivare. Ilarità che cesserà non appena verrà issata la bandiera statunitense ("Possiamo esser rosa ed essere vivi grazie a un reggiseno, però siamo vivi").
Il film si conclude con Sherman che, terminato di leggere il diario di bordo, lo consegna, assieme alle carte necessarie e al resto dei documenti del battello, al comandante incaricato di scortarlo alla demolizione, ossia l'ex tenente Nicholas Holden, diventato comandante e convolato a nozze con Barbara Duran. Anche Sherman, dopo la guerra, ha preso moglie: l'ex tenente Dolores Crandall è ora la signora Sherman. Puntualmente, la donna continua a provocare guai con la sua sbadataggine, ma ormai Sherman è abituato a prendere con filosofia i disastri combinati dalla moglie. Mentre si dirige verso la demolizione, il motore numero uno del Sea Tiger continua ad avere problemi, producendo il caratteristico suono simile a un ruggito di tigre.

## Produzione
A Jeff Chandler fu originariamente offerto il ruolo assegnato a Cary Grant, il quale era inizialmente riluttante sapendo che era troppo vecchio per interpretare un capitano di guerra.
Il film venne realizzato con ampio supporto del Dipartimento della Difesa e della Marina USA. La maggior parte delle riprese ebbe luogo all'interno e nei pressi della Naval Air Station Key West, in Florida, Le riprese ambientate nel 1959 furono eseguite presso la Naval Station di San Diego, in California.
Alcuni elementi della sceneggiatura sono stati tratti da incidenti reali accaduti con alcuni sottomarini della flotta del Pacifico durante la guerra. In particolare:
- L'evacuazione di un'infermiera della Marina e di diverse infermiere dell'esercito da Corregidor in Australia dal sottomarino USS Spearfish (l'operazione ebbe luogo il 3 maggio 1942).
- Il camion che "viene affondato" dopo essere stato silurato si ispira a un fatto che ebbe luogo durante un attacco a Minami Daito il 16 luglio 1944, quando il sottomarino USS Bowfin colpì un molo e fece saltare l'autobus parcheggiato nel porto.[2]
- La lettera del capitano Sherman al dipartimento di approvvigionamento sull'inspiegabile mancanza di carta igienica è basata su una lettera realmente inviata al dipartimento di approvvigionamento del Cantiere navale di Mare Island dal tenente comandante James Wiggins Coe, del sottomarino USS Skipjack.[3]

Tuttavia si nota un anacronismo: si sente alla Radio Giapponese l'annunciatrice nota come "Rosa di Tokyo" che si rivolge direttamente all'equipaggio di "quel sommergibile rosa" esortandolo ad arrendersi; questo però avviene nel gennaio 1942 mentre quell'annunciatrice iniziò la sua attività oltre un anno dopo.

## Riconoscimenti
- Premio Oscar
  - 1960 - Candidatura al miglior sceneggiatura originale per Stanley Shapiro e Maurice Richlin
- BAFTA Award
  - 1960 - Miglior film straniero
- Golden Globe
  - 1960 - Candidatura al miglior film commedia
  - 1960 - Candidatura al miglior attore protagonista (commedia o musical) per Cary Grant

## Il sommergibile

Lo utilizzato per le scene in cui il Sea Tiger è dipinto di rosa

Per girare le scene in cui appare il Sea Tiger, sottomarino al centro della vicenda, furono utilizzati tre diversi sommergibili statunitensi, tutti di classe Balao: poiché però la prima unità di quella classe, appunto il Balao, venne varata nel corso del 1942 il Sea Tiger dovrebbe appartenere alla precedente classe Gato.
- USS Queenfish, per le scene di apertura e di chiusura (circa 1959), nelle quali è visibile il numero 393 sulla torretta;
- USS Archerfish, in tutte le scene dove il battello appare dipinto in grigio e nero;
- USS Balao, in tutte le scene nelle quali il Sea Tiger appare dipinto in rosa.

Durante il carenamento dell'Evangelista Torricelli sullo scafo affiorò una pittura rosa simile a quella che si vede nel film Operazione sottoveste e, poiché gli statunitensi comunicarono che proprio il Lizardfish fu il battello protagonista del film, così si è creduto a lungo. Ma in tempi successivi si è saputo da fonte attendibile che non è così: il battello utilizzato è stato il Balao, della medesima classe appunto, e quel colore rosa è probabilmente riconducibile al viraggio della pittura protettiva al minio, dovuto allo scorrere del tempo.

## Serie TV
Nel 1977 è stata prodotta una serie tv in 34 episodi con John Astin nella parte del Comandante Sherman e Jamie Lee Curtis nella parte del tenente Duran.